# Fruzhin
Fruzhin (en búlgaro: Фружин, también transliterado Fružin o Frujin; murió cerca de 1460) fue un noble búlgaro del siglo XV que luchó activamente contra la conquista otomana del Segundo Imperio búlgaro. Fue el hijo de uno de los últimos zares búlgaros, Iván Shishman del Zarato de Tarnovo, Fruzhin coorganizó la llamada rebelión de Constantino y Fruzhin junto con Constantino II de Vidin, el último monarca búlgaro. Fruzhin obtuvo apoyó principalmente del Reino de Hungría, donde fue el gobernante del condado de Temes.
Ninguna mención se hace sobre Fruzhin hasta antes de la caída de Tarnovo ante los otomanos en 1393. Tenía un hermano, Alejandro, que se convirtió al Islam después de la conquista otomana, adoptando el nombre de Iskender y convirtiéndose en gobernador de Samsun, donde murió en 1418. Cuando la capital Tarnovo fue ocupada por los otomanos, Fruzhin huyó inicialmente a los dominios de su tío Iván Esratsimir en Vidin, en el noroeste de Bulgaria. Se estableció en Hungría bajo Segismundo I algún tiempo después de eso. Segismundo aceptó a Fruzhin en su corte y reconoció su derecho al trono búlgaro.
Probablemente en 1404, Fruzhin encabezó una revuelta anti-otomana en las tierras búlgaras, junto con su primo Constantino II, hijo de Iván Esratsimir y el último monarca búlgaro reinante en Vidin. A pesar de los conflictos históricos sobre la duración y la extensión de la revuelta, hay indicios de que Constantino y Fruzhin lograron restablecer su dominio sobre al menos una parte de las tierras búlgaras. Sin embargo, la rebelión fue aplastada (probablemente en 1413 o 1418) y Fruzhin regresó a Hungría.

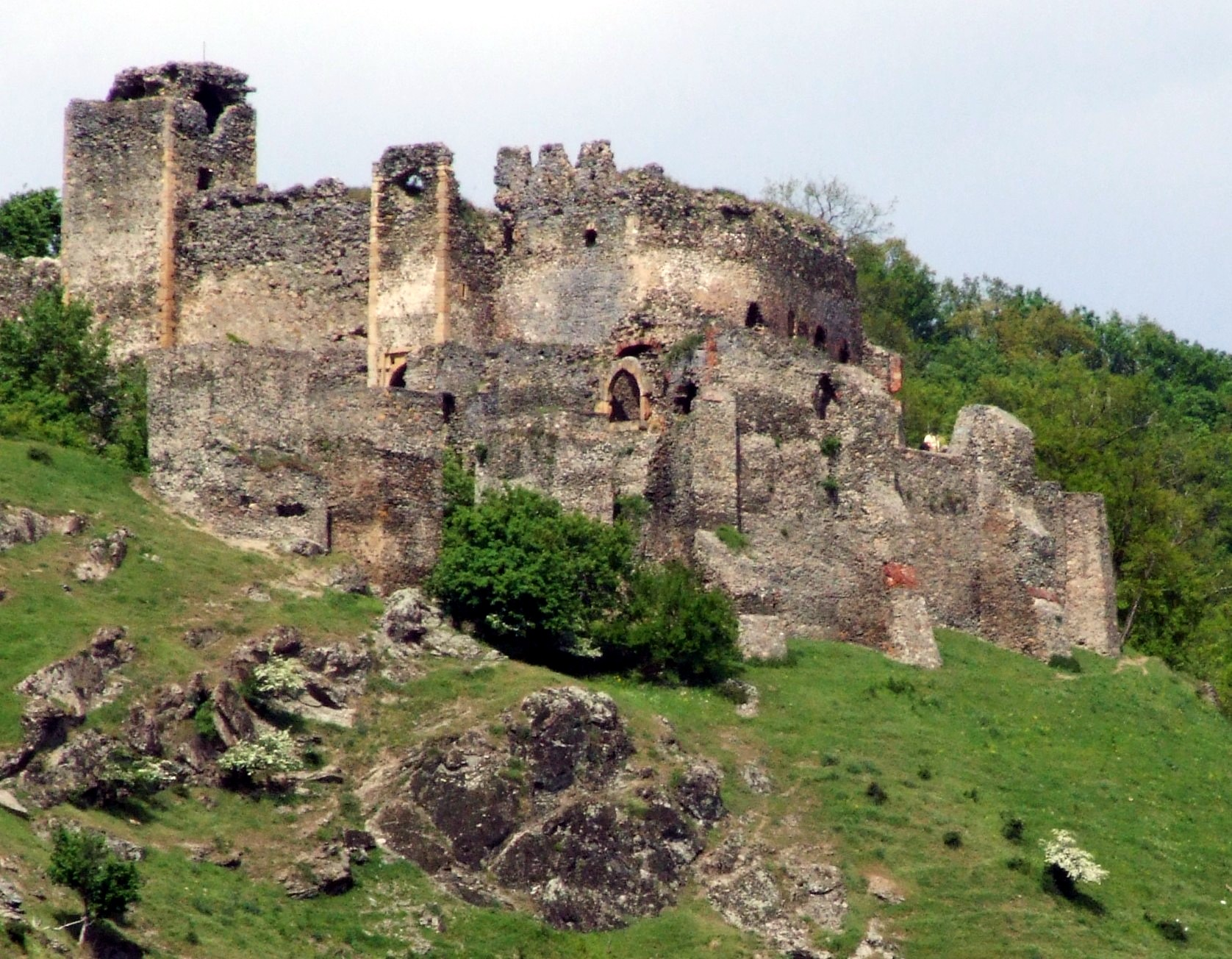
El castillo de Şoimoş cerca de la actual Lipova, probablemente la sede de los dominios húngaros de Fruzhin.

En 1425, Fruzhin participó al servicio de Hungría en una incursión conjunta húngara-valaca sobre las ciudades de Vidin, Oryahovo y Silistra en el Danubio, junto con Dan II. Segismundo recompensó el servicio militar de Fruzhin con un título nobiliario, confiándole el gobierno del Condado de Temes y dándole un dominio personal en Lippa. Fruzhin visitó la República de Ragusa (Dubrovnik) en 1435 como diplomático.
En 1444, participó en la cruzada de Varna de Vladislao III de Polonia, en un intento de expulsar a los turcos otomanos fuera de Bulgaria y Europa. La campaña terminó en un desastre, ya que Vladislao III murió en la Batalla de Varna en el Mar Negro, y Fruzhin no es mencionado en ninguna de las fuentes históricas posteriores.